# Глауцин
Глауцин — алкалоид, содержащийся в различных видах растений, таких как Глауциум жёлтый (Glaucium flavum), Glaucium oxylobum, Croton lechleri и Corydalis yanhusuo.

## Лекарственное средство
Синонимы:
- Глаувент
- Glaucinum hydrochloricum
- Tussiglaucin

Белый или светло-кремовый мелкокристаллический порошок. Под воздействием света окраска усиливается. Растворим в воде, трудно — в этаноле.
Глауцин в медицине используется в виде гидрохлорида. Глауцин обладает бронхолитическим и противовоспалительным эффектом, действуя как ингибитор PDE4 и кальциевых каналов, и используется в медицине как противокашлевое средство в некоторых странах.
Глауцин может вызывать побочные эффекты: прострацию, седативный и галлюциногенный эффект, характеризующийся красочными визуальными образами, и недавно было замечено его использование в рекреационных целях.
Применяют как противокашлевое средство при заболеваниях лёгких и верхних дыхательных путей. Назначают внутрь: взрослым по 0,05 г (50 мг) 2—3 раза в день после еды, детям — по 0,01—0,03 г (10—30 мг). Препарат обычно хорошо переносится, в отдельных случаях отмечаются головокружение, тошнота. Может наблюдаться умеренное гипотензивное действие, связанное с адренолитическими свойствами препарата, в связи с чем его не следует назначать при пониженном артериальном давлении и инфаркте миокарда.
Форма выпуска: таблетки по 0,05 г (50 мг), покрытые оболочкой жёлтого цвета (Tabulettae Glaucini hydrochloridi obductae), в упаковке по 20 штук. Хранится в сухом, защищённом от света месте.